# 213 (groupe)
Pour les articles homonymes, voir 213 (homonymie).
213 est un groupe de hip-hop américain, originaire de Long Beach, en Californie.

## Biographie
Créé au début des années 1990, quelques années avant la publication de The Chronic de Dr. Dre. Le groupe se compose des rappeurs Snoop Doggy Dogg et Warren G (demi-frère de Dr. Dre) et du chanteur Nate Dogg. Le nom du groupe provient de l'ancien indicatif téléphonique (area code) de la ville de Long Beach (213), indicatif désormais utilisé pour Downtown L.A., le centre-ville de Los Angeles,. Impressionné par le groupe, Dr. Dre leur propose de signer dans son label à cette époque encore en phase de commencement, Death Row Records,. Warren tentait de faire rentrer son demi-frère dans le groupe. Avant de sortir le moindre album, chacun des membres du 213 entreprend une carrière solo. En 2003, leur single Fly atteint les classements.
Le 17 août 2004, 213 se reforme pour publier son premier album, The Hard Way, incluant notamment le single Groupie Luv. L'album est classé premier des R&B Albums et des Top Independent Albums, et quatrième du Billboard 200. Hors des États-Unis, il est classé troisième des classements canadiens.
Dans son parcours, le groupe collabore à plusieurs titres des membres comme Ain't no Fun de l'album Doggystyle de Snoop Dogg en 1993 ou encore Yo' Sassy Ways de l'album The Return of the Regulator de Warren G en 2001. En 2009, Warren G annonce l'éventuelle réunion de 213 pour un nouvel album. Nate Dogg décède en mars 2011 des suites de deux attaques cérébrales. Le groupe est désormais inactif.

## Discographie
- 2004 : The Hard Way